# راديو سكاي سبورتس
راديو سكاي سبورتس (2KY سابقًا) هي محطة إذاعة تجارية مقرها في سيدني، تبث في جميع أنحاء نيو ساوث ويلز وكانبيرا على شبكة تضم أكثر من 140 جهاز إرسال بالإضافة إلى تردد 1017 AM الرئيسي في سيدني.
وهي تبث تعليقات حية على السباقات. يتم تغطية أكثر من 1500 سباق كل أسبوع، بما في ذلك نموذج السباق قبل وبعد السباق ومعلومات الرهان TAB.